# Книжный оклад

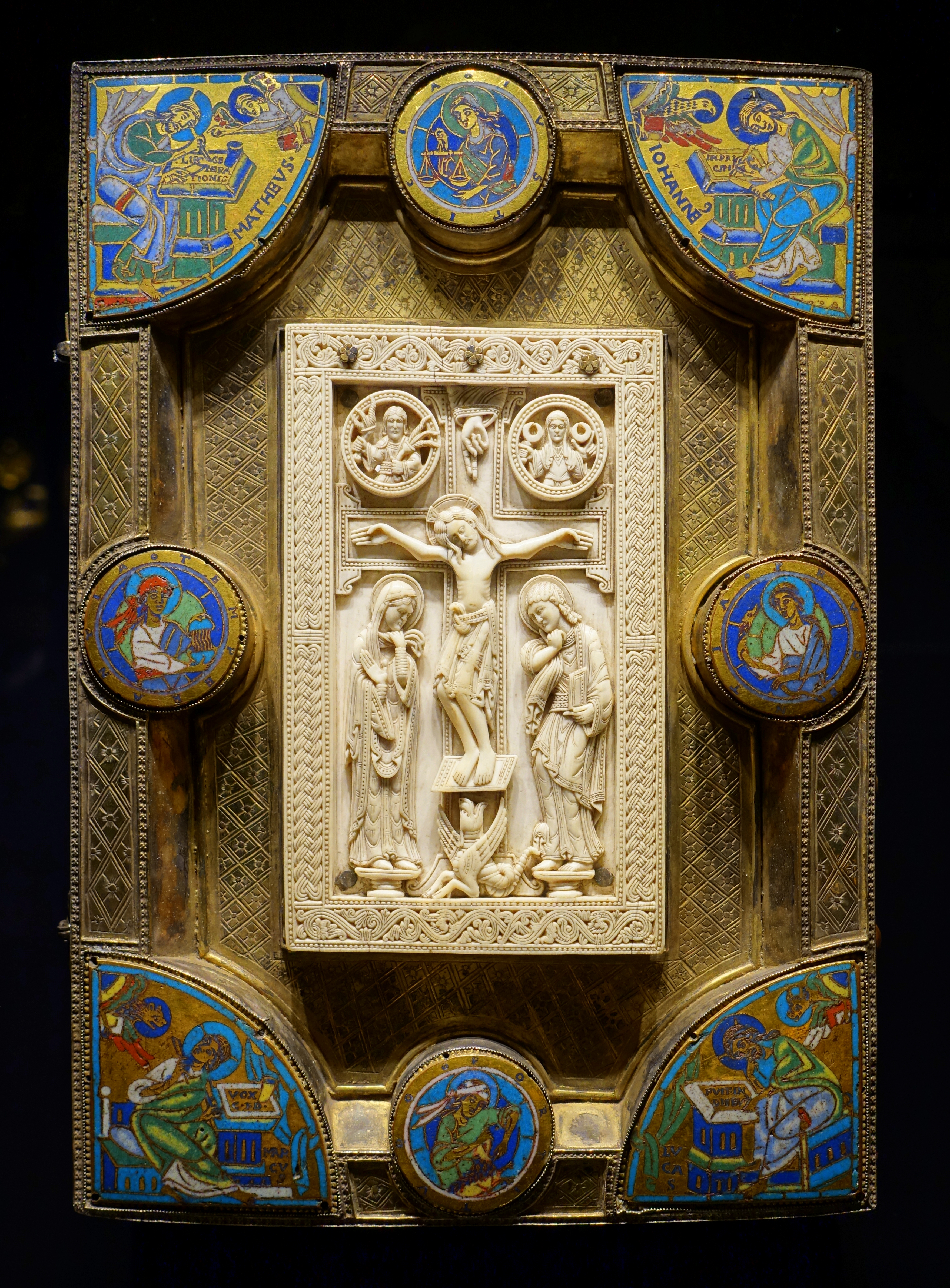
Оклад молитвенника. XII век. Мастерская Годфруа де Юи. Гессенский государственный музей, Дармштадт

Книжный оклад — декоративное покрытие переплётной крышки, выполненное из жёстких материалов. Окладами главным образом украшались богослужебные книги.
Появление окладов связано с распространением кодекса как формы книги, представляющей собой блок листов писчего материала, скреплённых в корешке и помещённых в обложку или переплёт. Древнейшие книжные оклады возникли в VII—VIII веках в Византии; они создавались из слоновой кости и использовались для украшения переплётов Евангелий. Начиная с IX—X веков получили распространение цельнометаллические оклады. В числе материалов, из которых изготавливались оклады книг, были золото, серебро, олово, золочёная и серебрёная медь; для отделки применялись чеканка, литьё, тиснение, ковка, филигрань; для украшения использовались драгоценные камни, кабошоны из цветного стекла, эмалевые вставки. Богатство и разнообразие материалов и техник были призваны подчеркнуть драгоценность самой святыни и воздаваемое ей почитание.
Книжные оклады в виде сплошного покрытия были широко распространены в искусстве западноевропейского и византийско-славянского средневековья. Оклады западноевропейских Евангелий могли иметь центральные и угловые накладки с изображениями Распятия и Воскресения Христа либо Деисуса и четырёх евангелистов; в центре иногда помещался накладной крест. Сходным образом оформлялись оклады и в русской традиции; изображения Христа и евангелистов могли дополняться также образами небесных сил, святого, во имя которого был освящён храм, или святых покровителей заказчика книги. Отличительной особенностью русских окладов было украшение исключительно верхней доски напрестольных Евангелий, тогда как на нижней крепились специальные подставки («жуковины»). Кроме того, оклад мог состоять из отдельных, не скреплённых между собой пластин средника, наугольников и декоративных элементов, составлявших единое композиционное целое.
Со временем под влиянием искусства книжных окладов подобным образом стали украшать и иконы (см. Оклад иконы): вначале маленькие, резные, позднее большие, храмовые.

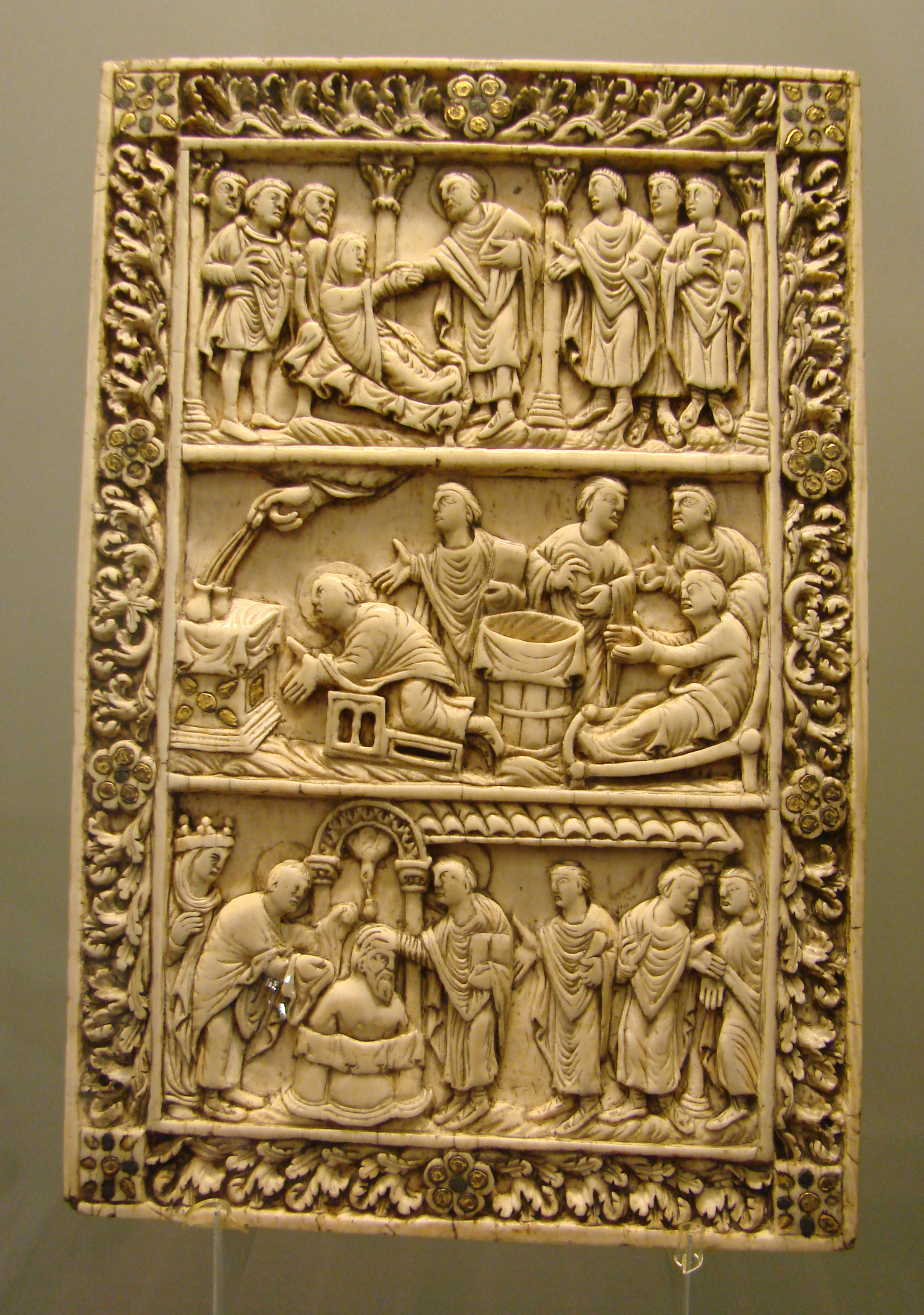
Оклад из слоновой кости со сценой жития Св. Ремигия и крещения Хлодвига. Реймс, конец IX в.
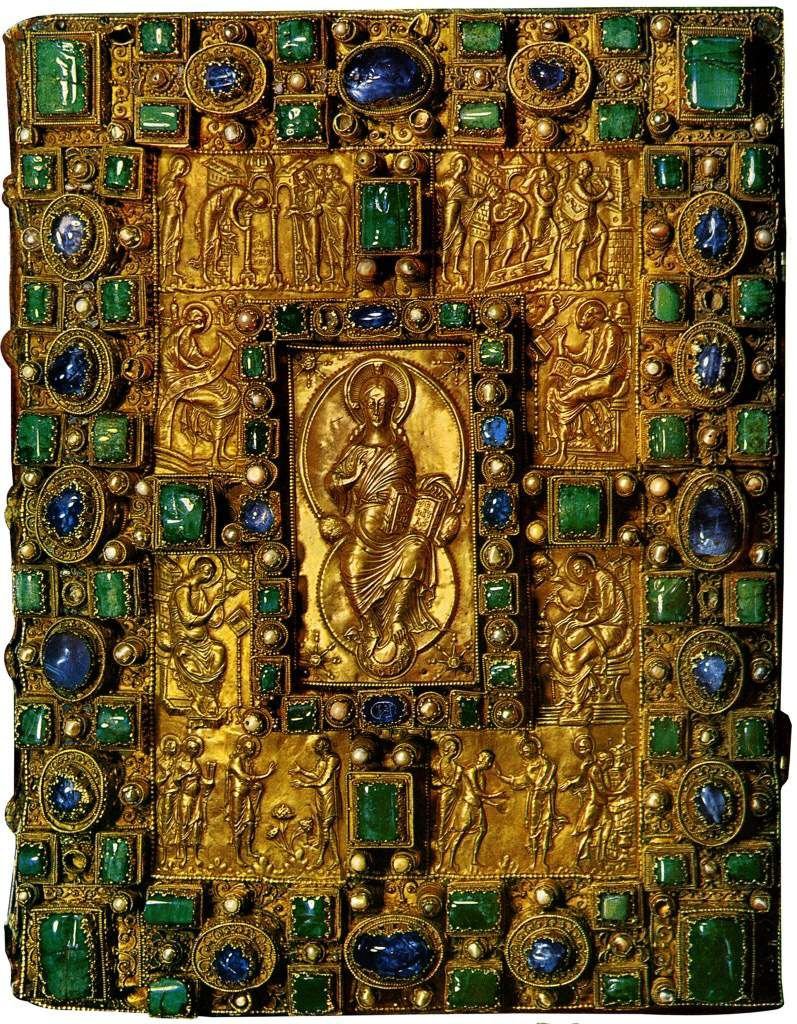
«Золотой кодекс» аббатства Св. Эммерама. 870. Золото, драгоценные камни
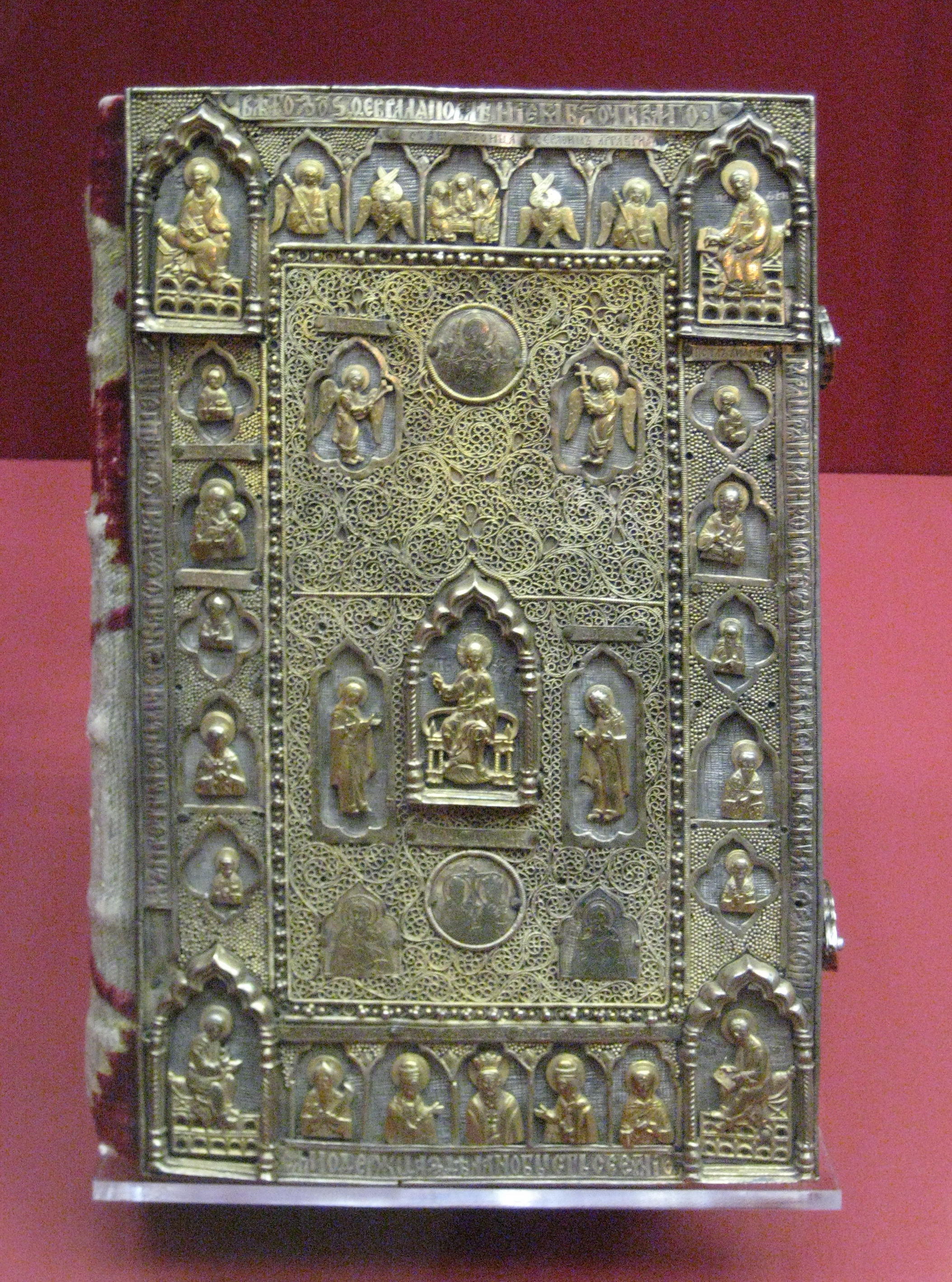
Евангелие. Оклад 1568 года, мастерские Московского Кремля. Серебро, дерево, бархат; чеканка, литьё, скань, зернь, золочение
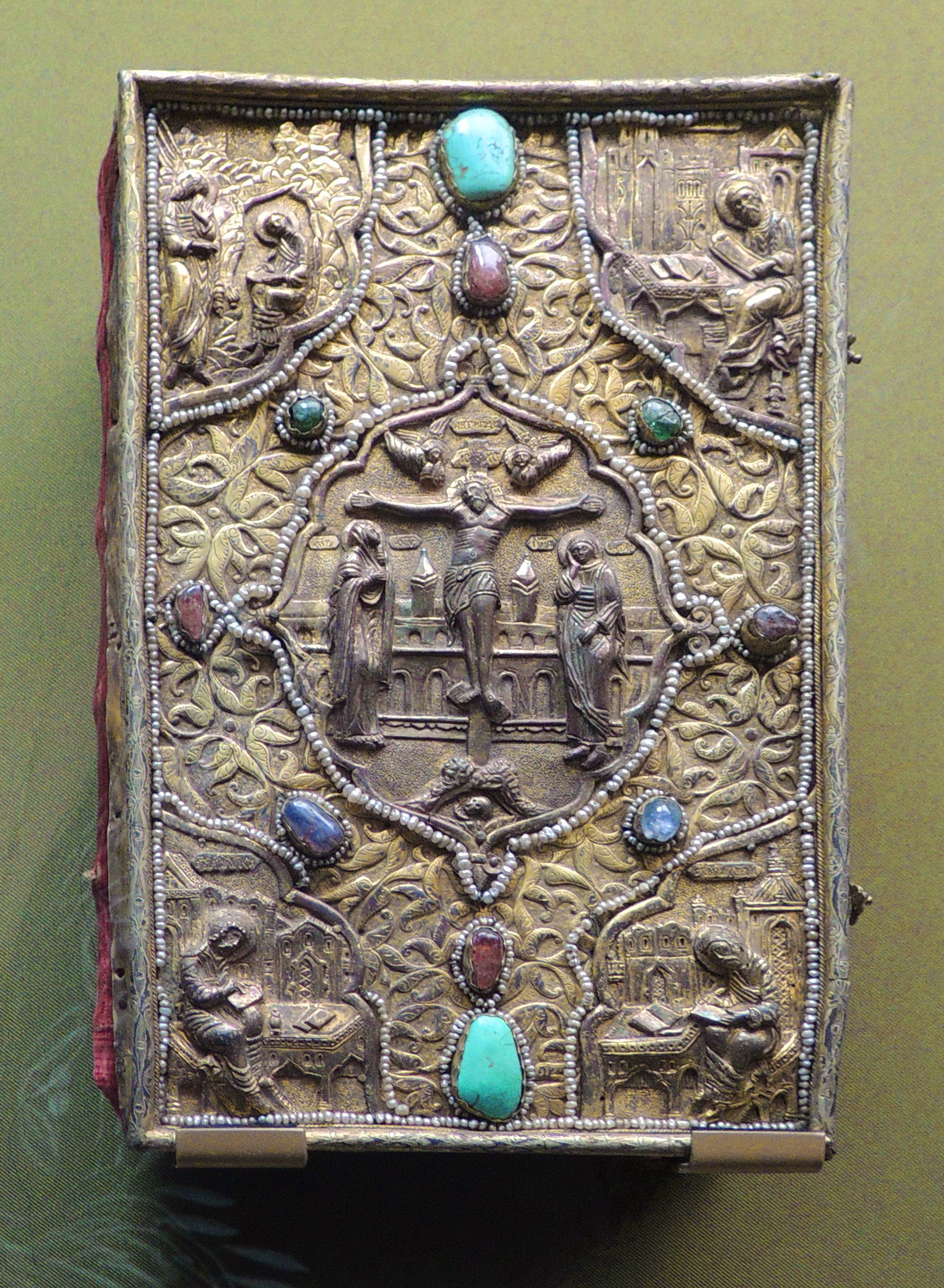
Евангелие напрестольное. Москва. Оклад XVIII века. Серебро, изумруды, жемчуг, бирюза, турмалины; чеканка, литьё, золочение